# Bill Kerr
William Henry Kerr (n. 10 iunie 1922, Cape Town, Uniunea Africii de Sud – d. 28 august 2014, Perth, Australia) a fost un actor, comic și artist de vodevil australian.
Născut în Africa de Sud, și-a început cariera de actor în copilărie⁠(d) în Australia, dar a emigrat în Marea Britanie după cel de-al Doilea Război Mondial, unde și-a dezvoltat cariera de comic, devenind cunoscut datorită  spectacolului radiofonic Hancock's Half Hour⁠(d). În 1979, Kerr a revenit în Australia și a devenit cunoscut ca actor de personaj.

## Biografie
Kerr s-a născut în Cape Town, Africa de Sud, la 10 iunie 1922 într-o familie australiană cu o carieră în arta spectacolului. A copilărit în Wagga Wagga⁠(d), New South Wales. Și-a început cariera foarte repede; fiul său, Wilton, menționa că: „Mama sa l-a utilizat pe post de element de recuzită, și-a folosit propriul fiu recent născut, deci practic s-a născut să fie în showbiz”.
Kerr a început să lucreze în radio pentru Australian Broadcasting Corporation⁠(d) în 1932 și a continuat să interpreteze roluri pentru copii timp de aproximativ opt ani. Prima sa apariție pe ecran a fost în Harmony Row⁠(d) (1933) împreună cu comicul australian George Wallace⁠(d). Primul său rol dramatic a fost în producția The Silence of Dean Maitland⁠(d) (1934). Kerr este unul dintre cei mai importanți copii-actori din perioada timpurie a filmului australian. A activat în cadrul armatei australiene în timpul celui de-al Doilea Război Mondial și a interpretat în spectacole de teatru atât în țară, cât și în străinătate. Actorul Peter Finch a fost partenerul său de scenă în turnee.

## Filmografie
- 1933 Harmony Row : Leonard aka Sonny
- 1934 The Silence of Dean Maitland : Cyril Maitland Jr.

- 1951 Penny Points to Paradise : Digger Graves
- 1952 My Death Is a Mockery : Hansen
- 1952 Appointment in London : Bill Brown
- 1954 You Know What Sailors Are : Lt. Smart
- 1955 Noaptea în care mi-a sunat ceasul (The Night My Number Came Up) : The Soldier
- 1955 The Dam Busters : Flight Lieutenant H. B. Martin, D.S.O., D.F.C., A.F.C.
- 1956 Port of Escape : Dinty Missouri
- 1957 Bocceluța (The Shiralee), regia Leslie Norman (nemenționat)
- 1959 The Captain's Table : Bill Coke

- 1962 A Pair of Briefs : Victor, Club Owner
- 1963 The Wrong Arm of the Law : Jack Coombes
- 1963 Doctor in Distress : Australian Sailor
- 1966 Doctor in Clover : Digger
- 1966 A Funny Thing Happened on the Way to the Forum : Gladiator-in-Training
- 1967-1968 Doctor Who serial The Enemy of the World (TV Series) - Giles Kent

- 1973 Tiffany Jones : Morton
- 1973 Ghost in the Noonday Sun : Giacomo
- 1975 Girls Come First (short) : Hugh Jampton
- 1976 House of Mortal Sin : Mr. Davey

- 1980 The Young Doctors (TV Series) - Douglas Kennedy
- 1981 Gallipoli : Jack
- 1982 Save the Lady : MacDuff
- 1982 The Pirate Movie : Major General
- 1982 The Year of Living Dangerously : Colonel Henderson
- 1983 Platypus Cove : Mr. Anderson
- 1983 Dusty : Tom Lincoln
- 1983 Return to Eden (TV Mini-Series) : Dave Welles
- 1984 Razorback : Jake Cullen
- 1984 Vigil : Birdie
- 1984 The Settlement : Kearney
- 1984 White Man's Legend (film TV)
- 1985 A Fortunate Life (TV Mini-Series) : Narrator
- 1985 The Coca-Cola Kid : T. George McDowell
- 1985 Anzacs (TV Mini-Series) : Gen. Monash / General Monash
- 1985 Relatives : Grandpa
- 1986 Return to Eden (TV Series) - Dave Welles
- 1987 The Lighthorsemen : Gen. Sir Harry Chauvel
- 1987 Running from the Guns : Gilman
- 1987 Bushfire Moon : Trevor Watson
- 1989 Kokoda Crescent : Russ

- 1990 The New Adventures of Black Beauty : Samuel Burton
- 1991 Sweet Talker : 'Uncle' Cec
- 1991 The River Kings (TV Mini-Series) : Captain Elijah
- 1992 Over the Hill : Maurice
- 1995 No Survivors : The Mysterious Loss of HMAS Sydney (film TV)

- 2001 Let's Get Skase : Mitchell Vendieks
- 2001 Changi : Older Eddie (TV Mini-Series)
- 2003 Peter Pan : Fairy Guide
- 2003 Malice or Mutiny (TV Series)
- 2004 Southern Cross : Tom Casely
- 2004–2006 Animal X Natural Mystery Unit (TV Series)